# Mixobacteris
Myxobacteri és un grup de bacteris (ordre Myxococcales) que predominantment viuen a terra. Les Myxobacteris tenen genomes molt grans comparats amb altres bacteris, de l'ordre de 9-10 milions de nucleòtids. Polyangium cellulosum té el genoma més gran conegut (el 2003) per un bacteri, amb 12,2 milions de nucleòtids. Les Myxobacteria s'inclouen entre les Proteobacteris, un grup extens de bacteris Gram-negatives.
Els Myxobacteris poden moure's activament per lliscament bacterial. Típicament es desplacen en eixams que contenen nombroses cèl·lules que es mantenen juntes per senyalització molecular intercel·lular. Aquesta concentració de cèl·lules pot ser necessària per proveir una alta concentració d'enzims extracel·lulars que necessiten per digerir el seu aliment. Els Myxobacteris produeixen algunes substàncies químiques útils en biologia i en la indústria, com ara antibiòtics.

## Cicle biològic
Quan l'aliment escasseja, les cèl·lules mixobacterials s'agrupen encossos fructífers, un procés que es pensava que estava mediat perquimiotaxi, però ara es considera que està coordinat per senyalització de contacte. Aquests cossos fructífers poden prendre diferents formes i colors depenent de les espècies. En aquests cossos fructífers les cèl·lules comencen sent formes vegetatives de tipus bacil, però després es desenvolupen en mixospores esfèriques amb gruixudes parets cel·lulars. Aquestes mixospores, anàlogues a les espores d'altres organismes, els permeten sobreviure fins que tornin a disposar d'aliment. Es pensa que el procés defructificació beneficia els Myxobacteris en aturar el creixement de l'eixam, en lloc de cèl·lules aïllades. Un cicle biològic semblant el presenten les amebes del grupMixomicet.